# Elchonon Wasserman
El rabí Elchonon Bunim Wasserman (Birzh, Lituània 1875- Kaunas, Lituània, 1941) (en hebreu: אלחנן בונים וסרמן) va ser un destacat rabí i un roix iexivà a l'Europa anterior a la Segona Guerra Mundial, va ser un dels estudiants més a propers del Chofetz Chaim i fou un destacat Talmid Jajam. En el període d'entreguerres, Wasserman va servir com a cap de la Iexivà Ohel Torah-Baranovitx, ubicada a la ciutat de Barànavitxi, a Belarús. El Rabí Wasserman va ser assassinat durant l'Holocaust. El Rabí Elchonon Wasserman (1875-1941) va ser un rabí prominent i un gran roix iexivà, era un dels deixebles més propers al Jofetz Jaim, era un estudiós i erudit de la santa Torà, era ben conegut per ser un rabí antisionista i per oposar-se totalment al sionisme i al imperialisme.

## Assassinat durant l'Holocaust
El rabí Wasserman va ser capturat i assassinat pels batallons lituans el 12 del mes hebreu de Tammuz de l'any 1941, en el setè fort de la Fortalesa de Kaunas, juntament amb dotze rabins, quan Wasserman fou detingut va fer aquesta declaració:
| « | "Al cel sembla que ens tenen per justos, perquè els nostres cossos han estat escollits per expiar al poble jueu. Per tant, hem de penedir-nos ara mateix, immediatament, no hi ha gaire temps. Hem de tenir en compte que serem millors ofrenes si ens penedim, d'aquesta manera salvarem les vides dels nostres germans a l'estranger. No hem de deixar pas que cap pensament abominable entri a les nostres ments, Déu no ho vulgui, i faci aquesta ofrena inacceptable, ara estem complint amb una gran mitsvà. Amb el foc Jerusalem va ser destruïda i amb el foc serà reconstruïda. El mateix foc que consumeix els nostres cossos reconstruirà un dia al poble jueu. Estem sent oferts com a sacrificis davant del Creador, acceptem amb amor el seu decret per així salvar les vides dels nostres germans a Amèrica, i que no arribin les urpes dels nazis fins a ells." | » |

El Rabí Elchonon va fer grans i importants anàlisis talmúdics, els quals segueixen estudiant-se actualment, i són les bases d'estudi de les ieixivot (plural de ieixivà) al voltant de món. Algunes d'aquestes obres són les següents: Kovetz Heoros, Kovetz Shiurim i Kovetz Maamarim.